# Geografia da Costa do Marfim
A Costa do Marfim situa-se em plena região tropical com o clima habitual destas zonas; a temperatura média situa-se nos 30 graus Celsius (descendo ligeiramente à noite) durante todo o ano, com exceção da estação das chuvas onde a temperatura baixa para os 25 graus C. Há duas estações de chuvas (de Maio a Agosto e, com menos intensidade, em Novembro). Há duas grandes zonas climatéricas; no Norte a paisagem é árida sendo o clima quente e seco; o Sul é bastante húmido com vegetação muito rica.
O clima da costa do marfim é tropical longo da costa é semiárido no extremo norte, muito quente e seco no norte durante o dia e a noite chega a quase entre 20 e 25 graus C. E no sul o clima já muda, é bastante úmido, o que possibilita o cultivo de plantas.

## Pontos extremos;
- Norte: n/d
- Sul: n/d
- Este: n/d
- Oeste: n/d
- Altitude máxima: Monte Nimba, 1.752 m
- Altitude mínima: Golfo da Guiné, 0 mmm

Geografia: costa do marfim